# Gunnar Simenstad
Gunnar Simenstad, född 14 maj 1914 i Oslo, död 2 februari 1986, var en norsk skådespelare.

## Filmografi
Enligt Internet Movie Database:
- 1935 – Du har lovet mig en kone!
- 1937 – By og land hand i hand
- 1940 – Frestelse
- 1943 – Sangen til livet
- 1951 – Skadeskutt
- 1953 – Den evige Eva
- 1954 – Slik kan det gjøres. Husmorfilmen 1954
- 1966 – Skrift i sne
- 1974 – Kimen
- 1976 – Oss